# ميكي فين (فنان إيقاعي)
ميكي فين (بالإنجليزية: Mickey Finn)‏ هو فنان إيقاعي وطبال وموسيقي بريطاني، ولد في 3 يونيو 1947 في ثورنتون هيث ‏ في المملكة المتحدة، وتوفي في 11 يناير 2003 في كرويدون في المملكة المتحدة.

## وصلات خارجية
- ميكي فين على موقع IMDb (الإنجليزية)
- ميكي فين على موقع ميوزك برينز (الإنجليزية)
- ميكي فين على موقع ديسكوغز (الإنجليزية)